# Sveti Trije Kralji v Slovenskih Goricah
Sveti Trije Kralji v Slovenskih Goricah – miejscowość w Słowenii w gminie Benedikt.